# Liste des présidents des régions slovaques
 (août 2023).
Cette page dresse la liste des présidents actuels des huit régions slovaques.

## Présidents des régions
| Région          | Nom            | Depuis (le)      |
| --------------- | -------------- | ---------------- |
| Banská Bystrica | Ondrej Lunter  | 29 octobre 2022  |
| Bratislava      | Pavol Freso    | 1er janvier 2010 |
| Košice          | Zdenko Trebula | 1er janvier 2006 |
| Nitra           | Milan Belica   | 1er janvier 2002 |
| Prešov          | Peter Chudík   | 1er janvier 2002 |
| Trenčín         | Jaroslav Baska | 1er janvier 2014 |
| Trnava          | Tibor Mikus    | 1er janvier 2006 |
| Žilina          | Juraj Blanár   | 1er janvier 2006 |

## Présidents par région

### Banská Bystrica
| Nom | Nom            | Parti       | Dates            | Dates            |
| --- | -------------- | ----------- | ---------------- | ---------------- |
|     | Milan Marcok   | ĽS-HZDS     | 1er janvier 2002 | 31 décembre 2005 |
|     | Milan Murgas   | Smer-SD     | 1er janvier 2006 | 31 décembre 2009 |
|     | Vladimír Manka | Smer-SD     | 1er janvier 2010 | 31 décembre 2013 |
|     | Ondrej Lunter  | Indépendant | 29 octobre 2022  | En fonction      |

### Bratislava
| Nom | Nom            | Parti   | Dates            | Dates            |
| --- | -------------- | ------- | ---------------- | ---------------- |
|     | Lubomír Roman  | ANO     | 1er janvier 2002 | 31 décembre 2005 |
|     | Vladimír Bajan | SE      | 1er janvier 2006 | 31 décembre 2009 |
|     | Pavol Freso    | SDKÚ-DS | 1er janvier 2010 | En fonction      |

### Košice
| Nom | Nom            | Parti   | Dates            | Dates            |
| --- | -------------- | ------- | ---------------- | ---------------- |
|     | Rudolf Bauer   | KDH     | 1er janvier 2002 | 31 décembre 2005 |
|     | Zdenko Trebula | Smer-SD | 1er janvier 2006 | En fonction      |

### Nitra
| Nom | Nom          | Parti   | Dates            | Dates       |
| --- | ------------ | ------- | ---------------- | ----------- |
|     | Milan Belica | ĽS-HZDS | 1er janvier 2002 | En fonction |

Le 16 janvier 2009, Milan Belica quitte le ĽS-HZDS et devient Sans étiquette.

### Prešov
| Nom | Nom          | Parti   | Dates            | Dates       |
| --- | ------------ | ------- | ---------------- | ----------- |
|     | Peter Chudík | ĽS-HZDS | 1er janvier 2002 | En fonction |

En 2003, Peter Chudík quitte le ĽS-HZDS, il rejoint LU puis en 2005, Smer-SD.

### Trenčín
| Nom | Nom             | Parti   | Dates            | Dates            |
| --- | --------------- | ------- | ---------------- | ---------------- |
|     | Stefan Stefanec | ĽS-HZDS | 1er janvier 2002 | 31 décembre 2005 |
|     | Pavol Sedlácek  | ĽS-HZDS | 1er janvier 2006 | 31 décembre 2013 |
|     | Jaroslav Baska  | Smer-SD | 1er janvier 2014 | En fonction      |

### Trnava
| Nom | Nom           | Parti   | Dates            | Dates            |
| --- | ------------- | ------- | ---------------- | ---------------- |
|     | Peter Tomecek | ĽS-HZDS | 1er janvier 2002 | 31 décembre 2005 |
|     | Tibor Mikus   | ĽS-HZDS | 1er janvier 2006 | En fonction      |

Peter Tomecek quitte le ĽS-HZDS en 2003, il rejoint LU puis devient Sans étiquette en 2005.
Tibor Mikus quitte le ĽS-HZDS le 25 janvier 2008, il devient Sans étiquette.

### Žilina
| Nom | Nom          | Parti   | Dates            | Dates            |
| --- | ------------ | ------- | ---------------- | ---------------- |
|     | Jozef Tarcák | ĽS-HZDS | 1er janvier 2002 | 31 décembre 2005 |
|     | Juraj Blanár | Smer-SD | 1er janvier 2006 | En fonction      |